# Farchutdinova
Farchutdinova o isola di Farchutdinov (in russo остров Фархутдинова) è una piccola isola russa che fa parte dell'arcipelago delle isole Curili meridionali ed è situata nell'oceano Pacifico. L'isola è nella piccola catena delle Curili (Малая Курильская гряда) situata vicino alla costa nord-orientale dell'isola di Šikotan, nella baia Bezymjannaja (бухта Безымянная), a ovest di capo Hepokornyj (мыс Непокорный) e a est dell'isola di Gnečko. Farchutdinova ha un'area di 0,0307 km².
Amministrativamente fa parte del Južno-Kuril'skij rajon dell'oblast' di Sachalin, nel Circondario federale dell'Estremo Oriente.
L'isola porta il nome del governatore dell'oblast' di Sachalin Igor' Pavlovič Farchutdinov (Игорь Павлович Фархутдинов, 1950-2003).